# Senator (sigaar)

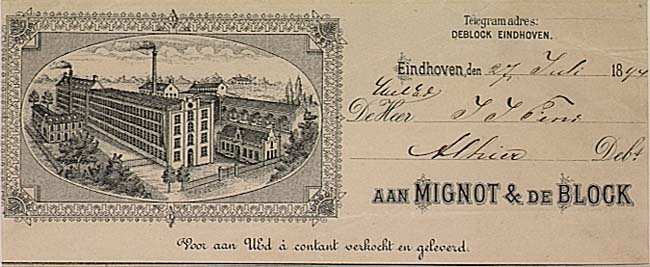
Een bon van Mignot & De Block met daarop een afbeelding van de sigarenfabriek in Eindhoven

Senator was een sigarenmerk van de in Eindhoven gevestigde onderneming Mignot en de Block NV dat werd gevoerd door de dochteronderneming N.V. Senator sigarenfabrieken Eindhoven Holland.

## Achtergrond
De tabaksfabriek bestond vanaf 1858 en vierde een eeuwfeest in 1958 met een 'voorlichtingsfilm' over tabak (in kleur). De titel van die film was: Lof der Tabak. De sigarettenproductie werd in 1969 overgenomen door Philip Morris, en de sigarenafdeling door Hofnar. Voor het duurdere marktsegment maakte N.V. Senator sigaren onder de naam Regal. Ook maakte Senator Mundi Victor-sigaren.

## Verzamelaarsvoorwerpen
Onder de naam Senator werden diverse items op de markt gebracht, die momenteel verzamelaarswaarde hebben, zoals:
- Bedrukte blikjes: Senator Club-sigaren (met een afbeelding van de fabriek aan de binnenzijde):[3]
- Gulden Eeuw (25 sigaren in een luxe blik, waarvan het deksel als asbak kan worden gebruikt)[4]
- Aap-Noot-Mies-blikjes[5]
- Speldjes, zoals een serie met de tekens van de dierenriem.[6]
- Luciferdoosjes, speciaal om sigaren aan te steken[7]

## Garantiebewijzen en bankspel
N.V. Senator kwam negatief in het nieuws in 1960 door een reclamestunt met het Senator Bankspel. Bij de Senator-sigaren ontving men in 1960 een papieren garantiebewijs, waarvan op de achterzijde stond: 

De Koninklijke verenigde tabaksindustrieën Mignot & de Block N.V. te Eindhoven biedt U deze "SENATOR"sigaren aan in de gemoderniseerde verpakking en garandeert U dat deze zijn gemaakt uit uitzonderlijk fijne en lichte tabakken. Mocht U desondanks klachten hebben dan verzoeken wij U deze sigaren, met Uw opmerkingen en dit garantiebewijs terug te zenden. Uw uitgave wordt vergoed. Spaart U ook SENATOR bankbiljetten? voor deze nieuwe hobby treft U een van deze biljetten in elke doos of kist SENATOR aan: 49 verschillende bankbiljetten uit 13 verschillende landen. Plak ze niet op! straks komt er een uniek SENATOR bankbiljetten spel.

Het bedrijf maakte in dat jaar opvallende reclame door het uitbrengen van het Senator Bankspel, een spel waarin de handel in internationale valuta werd gesimuleerd. Bij aankoop van sigaren kon men 'bankbiljetten' sparen, die in het spel gebruikt konden worden. Dit spel werd binnen 3 maanden verboden wegens een te grote gelijkenis tussen het speelgeld en echt geld.
In het (verboden) bankspel uit 1960 zaten onder andere de volgende 'garantiebewijzen' in de vorm van bankbiljetten:
- "Italiaanse Lires": 2x Banca D'ítalia Lire Cinquemila, nr. 49555 en nr. 49554
- "Oostenrijkse Schillingen":  2x Fünfzig Schilling, nr. 43937 en nr. 35237
- "Zweedse Kronen": Sveriges Riksbank 100 Ett Hundra 1963, nr. 47076
- "Nederlandse Guldens": De Nederlandsche Bank 100 Gulden, nr. 47076
- "Engelse Ponden": Five Pounds Bank of England, nr. 43339
- "Belgische Francs": Banque Nationale de Belgique Cent Francs, nr. 28602
- "Spaanse Pesetas": El Banco de Espana 1000 Mil, nr. 29561

## Trivia
- Er is nog een sigarenmerk "Senator", en wel in de serie Travis Club Classic van de "Finck Cigar Company" in Amerika.[12]